# Червонец альцифрон
Червонец альцифрон, или червонец алкифрон, или многоглазка альцифрон, или червонец фиолетовый (лат. Lycaena alciphron) — дневная бабочка из семейства голубянок.

## Происхождение названия
Альцифрон (Алкифрон) — знаменитый греческий ритор (II—III века н. э.).

## Описание
Длина переднего крыла имаго — 16—19 мм.
- Lycaena alciphron ♂
- Lycaena alciphron ♂   △

## Биология
Развивается в одном поколении, лёт имаго — с середины мая — начала июня до конца августа. Самка откладывает по одному яйцу на нижнюю поверхность листьев. Гусеница развивается с осени по апрель-май, зимует. Отмечена связь гусениц с муравьями. Окукливается на земле в рыхлом коконе из шелковины.

## Кормовые растения
Щавель (Rumex sp.), в том числе щавель кислый (Rumex acetosa).

## Время лёта
Май (2—3 декада), июнь, июль, август.

## Местообитания
Лесные опушки, поляны, луга, редколесья, влажные степные балки и овраги, обочины дорог, берега рек. Предпочитает песчаные места.

## Ареал
Марокко в Северной Африке, Европа, Кавказ и Закавказье, Турция, Иран, горы Восточного Казахстана и Киргизстана, юг Сибири, Монголия. По единичным находкам известен из Забайкалья и Сихоте-Алиня (Приморский край России).
Широко распространенный вид на территории Восточной Европы. Обычен в лесной и лесостепной зонах, редок и очень локален в сухостепной подзоне степной зоны. В юго-восточной части ареала приурочен к речным долинам, известен из разных районов Нижней Волги и Дона, а также Центрально-Чернозёмного региона, локален в Ростовской области, где находится южная окраина распространения номинативного подвида в европейской России. Отсутствует в Южной Финляндии, Эстонии, северных областях России, в Крыму и в степном Предкавказье. В Карпатах не обнаружен выше 650 м над ур. м.

## Замечания по охране
Включен в Красную книгу Московской области (1998) (3 категория, редкий вид).

## Замечания по систематике
В Восточной Европе представлен евро-сибирским номинативным подвидом и высокогорным альпийским подвидом Lycaena alciphron melibea (Staudinger, 1878), заметно отличающимся по окраске крыльев и экологическим особенностям. Возможны довольно заметные различия в окраске крыльев как между особями разных популяций, так и внутри одной популяции. Среди самцов встречаются следующие формы: верх крыльев темно-фиолетовый почти без оранжевых просветов — obscura, верх крыльев без темных точек — viduata. Среди самок распространены особи с рядом голубовато-фиолетовых пятнышек на верхней стороне задних крыльев — gerhardti.
Представитель подрода Thersamolycaena Verity, 1957.